# طوبولوجيا
في الرياضيات، الطوبولوجيا أو التوبولوجيا (بالإنجليزية: Topology)‏ كلمة يونانية (من topos وتعني مكان أو بنى وlogos تعني دراسة أو علم) هي دراسة المجموعات المتغيرة التي لا تتغير طبيعة محتوياتها. مما دفع بعض علماء الرياضيات والهندسة إلى تسميتها الهندسة المطاطية.
تهتم الطوبولوجيا بدراسة الخصائص المكانية المنحفظة وفق التشوهات ثنائية الاستمرار (الشد دون التمزيق)، هذه الخصائص تعرف عادة باللامتباينات الطوبولوجية، تأسس هذا الفرع من الرياضيات في بدايات القرن العشرين آخذا في تطوره من عام 1925 إلى 1975 حيث شهد نضوجه وتشكله اختصاصا متكاملا.

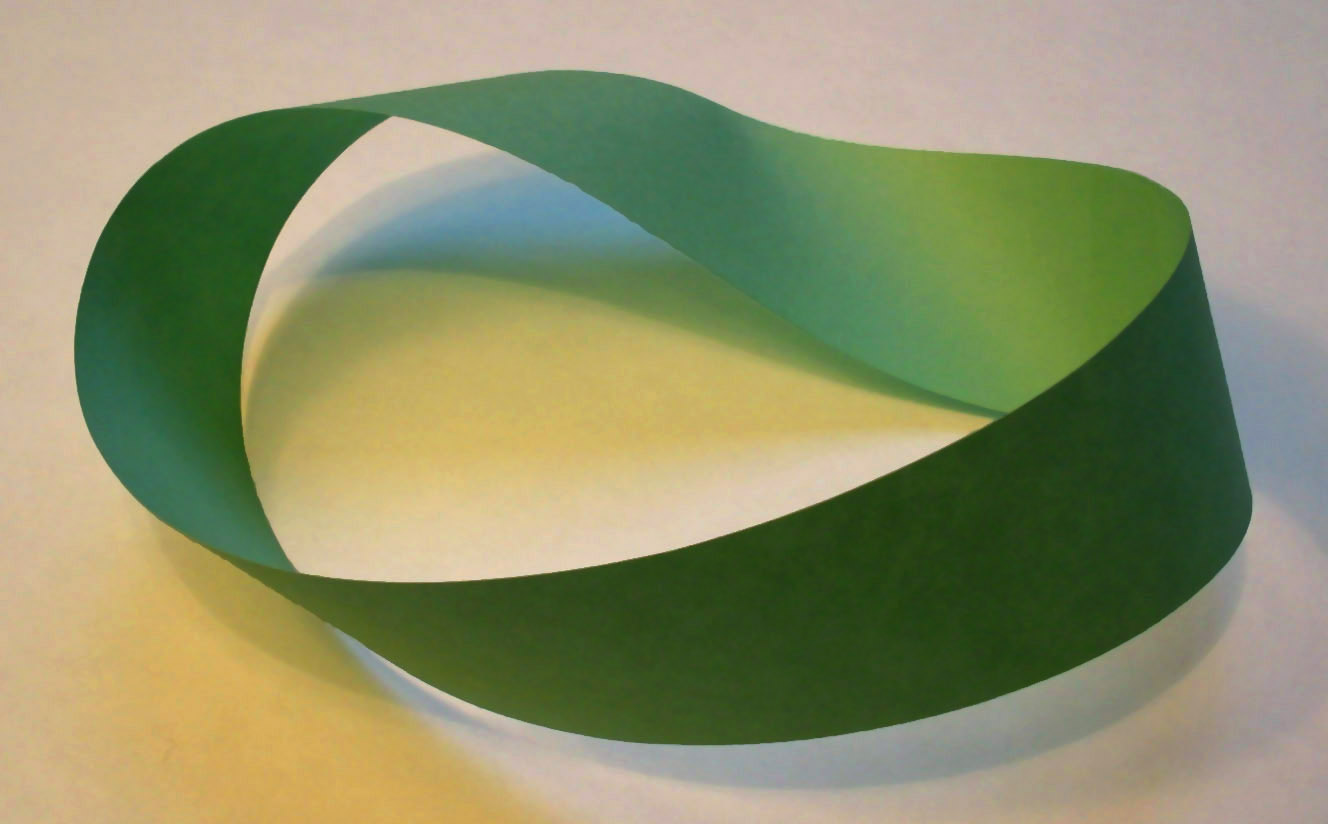
شريط موبيوس أو أشرطة موبيوس له سطحا واحدا وحافة واحدة وهو أحد المواضيع المدروسة في التوبولوجي (الطوبولوجيا)

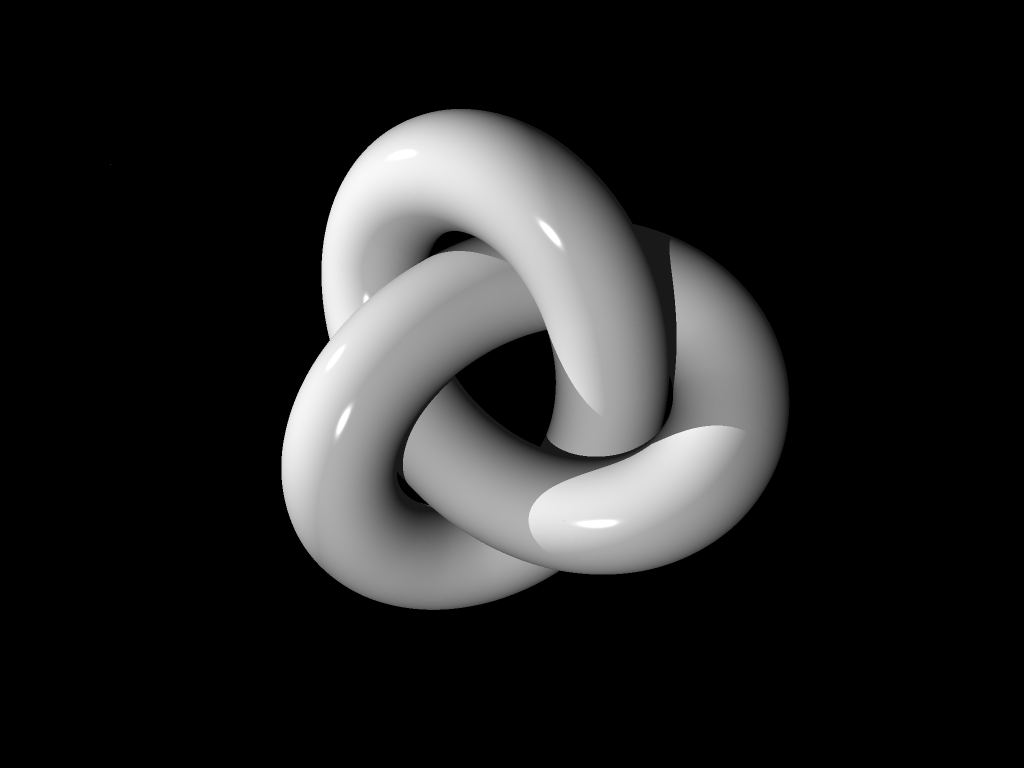
وصف (أو رسم) لتصور ثلاثي الأبعاد لعقدة ثلاثية الوريقات trefoil knot أبسط، عقدة غير تافهة, non-trivial knot

يمكن القول على سبيل التبسيط أن هذا العلم يهتم بالخصائص الرياضية التي لا تتأثر عند التحول من فضاء رياضي إلى آخر. كذلك يمكن القول أن الطوبولوجيا هو العلم الذي يهتم بدراسة الخصائص الطوبولوجية التي تنتقل من فراغ إلى فراغ آخر بواسطة التشاكل. لفهم معنى كلمة التشاكل فإنه يقال عن دالة ما أنها تشكل تشاكلا إذا كانت دالة مستمرة والصورة العكسية لها أيضاً مستمرة وشاملة ومتباينة.

## تعريف
الطوبولجيا من النظريات (التركيبات) الحديثة في الرياضيات التي نشأت في القرن التاسع عشر وتبلورت خلال القرن العشرين. رغم أن جذوره تمتد في الهندسة والتحليل الرياضي إلا أنه بنموه استقل عنهما وأصبح الآن أداة تخدم كل الرياضيات.
وقد نما الطوبولوجيا من نواحي هندسية كما في الطوبولوجيا التجميعي (التوافقي) combinatorial على أيدي أويلر وأوغست فيرديناند موبيوس وفيليكس كلاين وريمان وتبلور على يد هنري بوانكاريه. ونما من التحليل الرياضي وامتدادا لنظرية الفئات كما في الطوبولوجيا التحليلي (العام)، ومن ثم فإن نموه اتبع خطين أحدهما المجالات التي ينظر فيها إلى الفراغات الطوبولوجية على أنها تكوينات هندسية معممة ويكون التركيز فيها على تركيب الفراغات نفسها، ومن هذه المجالات التي استحدثت الهومولجيا (الطوبولوجيا الجبري) على أيدي ايلنبرج وستينرود (1930)، والهومولجيا عل يد أيلنبرج (1945)، ودراسات الطي التي أثارتها أعمال هنري بوانكاريه (1900)، ونظرية الأبعاد التي أثارتها أعمال ريمان (1850 - 1870).
أما الخط الثاني ففي التحليل الرياضي حيث ينظر إلى الفراغات الطوبولجية حاملة للدوال المستمرة حيث تحتل الدوال المستمرة أهمية كبرى فيها. ومن هذه المجالات نظرية باناخ وفراغات هيلبرت وجبريات باناخ والنظرية الحديثة للتكامل (تكامل لوبيغ) ونظرية القياس والتحليل التوافقي الحديث والتحليل الدالي.
وهذ يوضح أن الطوبولوجيا أصبح أساساً لمعظم الرياضيات المعاصرة. وعموماً فالأساس النظري لكل أنواع الطوبولوجيا هو تركيب الفراغ الطوبولوجي والطوبولوجيا التحليلي (العام).
ويعتبر كانتور من الأوائل المخترعين للطوبولوجيا التحليلي، فقدم دراسة لفئات جزئية من الفراغ الطوبولوجي وعليها قدم المفاهيم الأساسية للطوبولوجيا مثل الفئات المقفولة والفئات المفتوحة والانغلاق ونقطة النهاية والداخل والخارج....خاصة على خط الأعداد.
أما تعريف الفراغ الطوبولوجي عن طريق الفئات المفتوحة ويسمى طوبولوجيا الفئات المفتوحة point set topology فقدمه كازيميرز كوراتوفسكي (1922)، وعن طريق الجوار فقدمه فيليكس هاوسدورف (1914). وقد سبقهما فرشيه (1906) وريسز (1907 - 1908) في تعريف الفراغ الطوبولوجي عن طريق تقارب المتتابعات ولكن تعريفاتهم كانت غير مرضية، وقدم أندريه كولموغوروف (1935) وريسز (1907)، وهاوسدروف (1914)، وتشينوف (1930) أنواعا من الفراغات الطوبولوجية على أساس بديهيات الانفصال.
وببساطة الأنواع (الفروع أو المجالات الأساسية للطوبولوجيا):
- الطوبولوجيا التحليلي (طوبولوجيا فئات النقط)
- الطوبولوجيا الهندسي (التجميعي).
- الطوبولوجيا الجبري.

## التاريخ
كانت بدايات الطبولوجيا في البحث عن أجوبة لتساؤلات هندسية في أواسط القرن الثامن. وتعتبر المسألة التي طرحها العالم الرياضي ليونهارد أويلر عام 1736 بعنوان جسور كونيغسبرغ السبعة أول ورقة بحث أكاديمي في الطوبولوجيا.

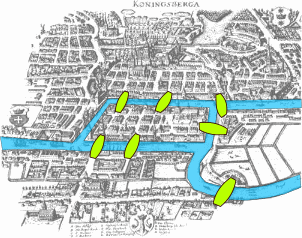
تعد مسألة جسور كونيغسبرغ السبعة إحدى المسائل الرياضية الشهيرة المتعلقة بالطبولوجيا والتي تم حلها على يد ليونهارد أويلر

تم استخدام مصطلح طوبولوجيا للمرة الأولى في ألمانيا عام 1847 من قبل العالم الرياضي الألماني يوهان بينيدكت ليستينغ أما الكلمة الإنجليزية فقد ظهرت للمرة الأولى في عام 1833 في مجلة نيتشر البريطانية.
وخلال الفترة الممتدة بين أواخر القرن التاسع عشر وأواسط القرن العشرين تم وضع العديد من الكتب التي أسست للطوبولوجيا لتكون فرعا رياضيا مستقلا.
وتستند الطوبولوجيا الحديثة بشكل كبير على نظرية المجموعات.
من أشهر علماء الطبولوجيا في بدايات القرن العشرين الرياضي فيليكس هاوسدورف الذي قدّم في عام 1914 مفهوم الفضاءات الطبولوجيا وما سيعرف لاحقاً باسم فضاء هاوسدورف.

الدالة المعدلة (نوع من التكافؤ التوبولوجي أو الهوميومورفيزم دالة هميومرفية) من الكوب (القدح) إلى الكعكة ذات النتوء المستدير طارة والفتحة الدائرية والرجوع (من الكعكة إلى الكوب)